# Benedetto Cappelletti

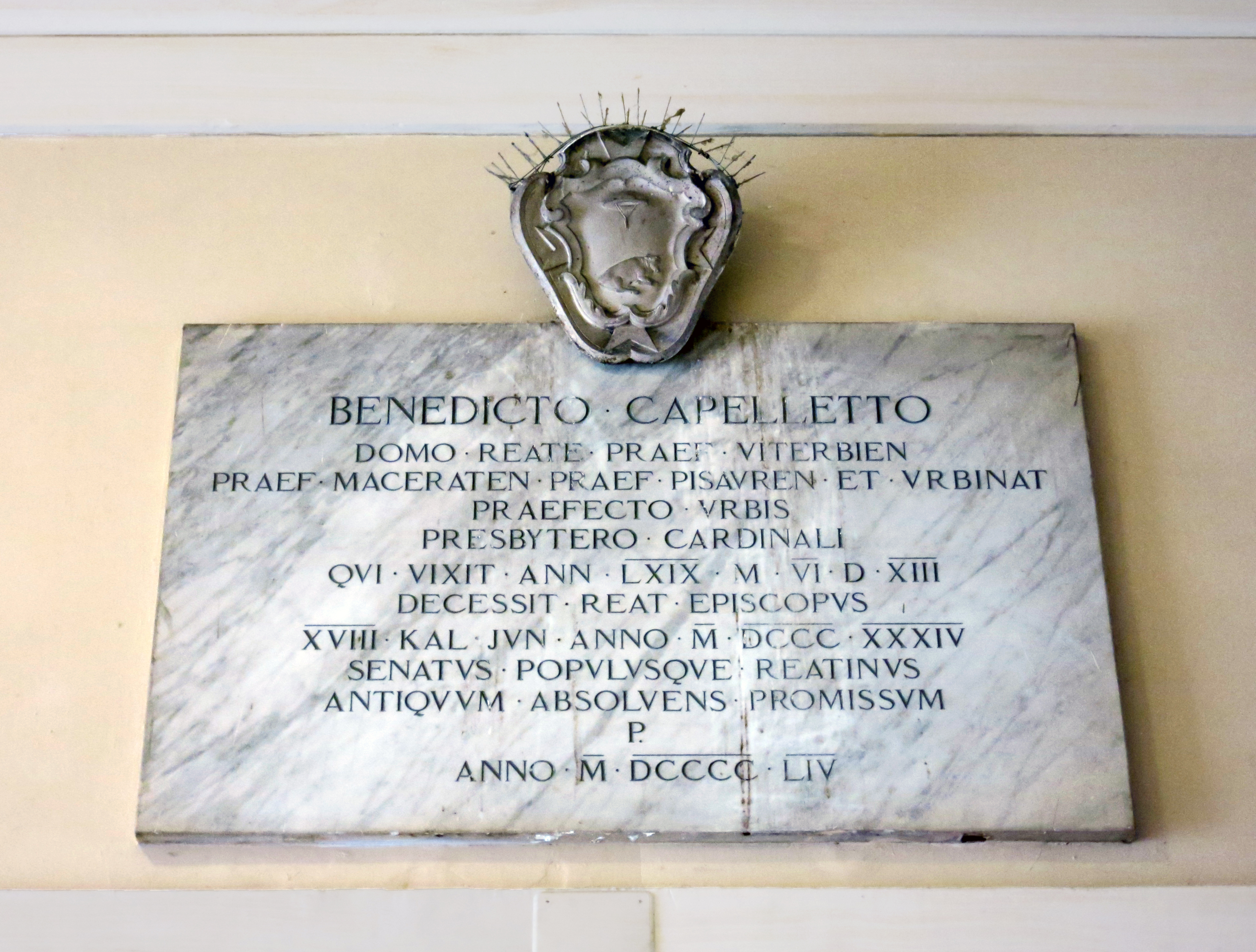
Inscription placée à la mémoire de l'évêque Benedetto Cappelletti (1764-1834), palais municipal de Rieti (Italie centrale)

Benedetto Cappelletti (né le 2 novembre 1764 à Rieti, dans le Latium, alors dans les États pontificaux et mort le 15 mai 1834 dans la même ville) est un cardinal italien du XIXe siècle.

## Biographie
Benedetto Cappelletti exerce diverses fonctions au sein de la Curie romaine, notamment comme gouverneur de Rome et comme vice-camerlingue du Sacré Collège. 
Le pape Grégoire XVI le crée cardinal in pectore lors du consistoire du 30 septembre 1831. Sa création est publiée le 5 juillet 1832.
Le cardinal Cappelletti meurt à Rieti, sa ville natale, le 15 mai 1834 à l'âge de 69 ans.